# Анрик, Жан-Батист
Жан-Батист Анрик (фр. Jean-Baptiste Henric; 1770—1846) — французский военный деятель, генерал-майор (1815 год), участник революционных и наполеоновских войн.

## Биография
15 апреля 1792 года начал службу лейтенантом в 7-м батальоне волонтёров Верхней Гаронны, служил в составе Армии Восточных Пиренеев. 18 августа 1795 года переведён в Итальянскую армию. Участвовал в кампаниях 1796-1797 годов под началом генерала Бонапарта. 19 июня 1796 году он становится внештатным офицером в 25-й полубригаде линейной пехоты, с 1 октября 1797 года служит официально. В 1798 году был определён в состав Восточной армии и принял участие в Египетской экспедиции, участвовал в захвате острова Мальта и Александрии, сражался при Шебрейсе и Пирамидах. 21 апреля 1799 года назначен адъютантом генерала Мену.
По возвращении во Францию, 25 февраля 1804 года возглавил батальон 14-го полка линейной пехоты, с которым участвовал в кампаниях 1805, 1806 и 1807 годов в составе дивизии Сент-Илера 4-го корпуса Великой Армии. Сражался при Ульме, Аустерлице, Йене, Эйлау и Гейльсберге. 7 апреля 1809 года – майор 70-го полка линейной пехоты, с 1810 года сражался в рядах Армии Испании и Армии Португалии, участвовал в сражениях при Пуэнта-д'Альконета, Бусако, Торрес-Ведрас, Сабугале и Арапилах. 1 марта 1813 года – полковник, командир 24-го полка линейной пехоты, 31 июля 1813 года ранен пулей в правую ногу в бою при Сан-Эстебане.
Во время «Ста дней» присоединился к Императору, 29 мая 1815 года награждён чином бригадного генерала и 7 июня 1815 года назначен комендантом Национальной гвардии Лилля, после второй реставрации королевским декретом от 1 августа 1815 года производство в генералы было аннулировано, с 1 марта 1816 года без служебного назначения. 8 ноября 1816 года вышел в отставку. 8 февраля 1832 года король Луи-Филипп утвердил его в чине генерал-майора. Умер 1 апреля 1846 года в Безьере в возрасте 75 лет.

## Воинские звания
- Лейтенант (15 апреля 1792 года);
- Капитан (21 декабря 1793 года);
- Командир батальона (24 октября 1800 года);
- Майор (7 апреля 1809 года);
- Полковник штаба ( года);
- Генерал-майор (29 мая 1815 года).

## Награды
Легионер ордена Почётного легиона (14 июня 1804 года)
 Кавалер ордена Обеих Сицилий (1 ноября 1809 года)
 Кавалер военного ордена Святого Людовика (19 июля 1814 года)
 Командор ордена Почётного легиона (24 августа 1814 года)